# 답하항 (남해군)
답하항은 경상남도 남해군 미조면 미조리에 있는 어항이다. 2002년 8월 6일 어촌정주어항으로 지정하여 관리하고 있다. 시설관리자는 남해군수이다.

## 어항 시설
- 방파제 L=130, B=6.5m, 선착장 L=0m, B=0m, 호안 L=200, B=6m, 물량장 L=60m, B=45m

## 주요 어종
- 문어, 장어, 도다리, 물메기, 숭어, 메기, 멸치 등